# Morning Musume
Morning Musume (japonsky モーニング娘。, Móningu Musume) je dívčí skupina (J-popová skupina) z Japonska. Další varianty jejich jména jsou „Mómusu“ (japonsky モー娘。) a na čínském trhu se objevují pod jménem „Zǎo Ān Shǎo Nǚ Zǔ“ (tradiční čínština: 早安少女組。). Morning Musume je vedoucí a hlavní skupina Hello!Projectu (zkráceně H!P). Jako hlavní producent je známý japonský populární zpěvák a muzikant Tsunku, který je také plodným autorem většiny písní Hello!Project.
Musume (japonsky 娘) lze v tomto kontextu přeložit jako „dívka“, doslovný překlad je ale „dcera“. Skupina je známá také velkou fluktuací členek z důvodu téměř každoročních „promocí“ (což prakticky znamená odchod ze skupiny) a konkurzů. Z tohoto důvodu ve skupině působí už „čtrnáctá generace“ zpěvaček a nejstarší členky jsou z „deváté generace“.
Leader skupiny je Mizuki Fukumura, sub-leader je Erina Ikuta a Ayumi Ishida.

## Historie
V roce 1997 japonský producent Tsunku založil tuto skupinu po konkurzní TV show Asajan. Není bez zajímavosti, že vítězka, Michiyo Heike, se nikdy členkou Morning Musume nestala, ale později se začala věnovat sólové dráze. Přesto Cunku sestavil z pěti účastnic základ „první generace“. Byla to Yuko Nakazawa, Natsumi Abe, Kaori Iida, Asuka Fukuda, a Aya Ishiguro. Bylo podmínkou pro další existenci skupiny během jejich pětidenní promo-tour prodat 50 000 kopií demo singlu „Ai no Tane“ (japonsky 愛の種, Semena lásky), což se i přes docela „spontánní“ způsob prodeje podařilo již v prvních čtyřech dnech. Kariéra jedné z nejslavnějších J-popových dívčích skupin tak začala strmým vzletem.
V roce 1998 se přidává „druhá generace“, Kei Yasuda, Mari Yaguchi, Sayaka Ichii, která doplňuje sestavu a vzniká první podskupina Tanpopo (japonsky タンポポ, Pampeliška).
V roce 1999 přichází „třetí generace“ v osobě Maki Goto, vzniká podskupina Petitmoni (japonsky プッチモニ, Puččimoni). Jako první z mnoha pozdějších personálních změn v obsazení skupiny odchází (promuje) Asuka Fukuda. Tento a další rok je jedním z nejúspěšnějších v prodeji singlů. Love Machine s více než 1,6 milionu prodaných nosičů v Japonsku je doposud největším úspěchem v dosavadní historii této formace.
Rok 2000 přináší „čtvrtou generaci“, Rika Ishikawa, Hitomi Yoshizawa, Nozomi Tsuji, Ai Kago. Za sólovou kariérou odchází Sayaka Ichii a vzniká další podskupina Minimoni (japonsky ミニモニ。).
V roce 2001 se počet členů Morning Musume vyšplhá na 13 osob. Posílení přichází v podobě „páté generace“, Ai Takahashi, Makoto Ogawa, Risa Niigaki, Asami Konno. I v tomto roce nechybí promoce, tentokrát je to Yuko Nakazawa (která mj. poukazuje i na to, že je dvojnásobně starší než nejmladší členka Ai Kago). O rok později (2002) odchází Maki Goto.
V roce 2003 „šestá generace“ rozšiřuje počet členů na 16 a dle vyjádření producenta Cunku je to pro tuto skupinu maximum. Tato generace sestává z Eri Kamei, Sayumi Michishige, Reina Tanaka a Miki Fudjimoto. Je zvláštností, že Miki Fudjimoto byla pouze „přidána“, jelikož už nějakou dobu v Hello!Project působila jako sólová zpěvačka. Ze skupiny odchází Kei Yasuda. Z organizačních důvodů se skupina dočasně dělí na dvě části, Morning Musume Sakuragumi a Morning Musume Otomegumi, jelikož je skupina příliš velká na hostování v některých menších městech. Zajímavostí je, že obě skupiny vydávají samostatné singly bez kompletní účasti Morning Musume.
Hned zkraje roku 2004 odchází Natsumi Abe (veřejnosti známá jako „tvář Morning Musume“) a v srpnu ji následují Nozomi Tsuji a Ai Kago, jelikož se chtějí zaměřit na projekt své skupiny W. Je ohlášen další konkurz na „sedmou generaci“. Ale protože je sedmička šťastné číslo a Tsunku vyžaduje opravdu eso (tvář i zpěvačku), poprvé není vybrána žádná z uchazeček. Toto eso nachází až o rok později (2005) v mladičké, teprve 12leté Koharu Kusumi. V tomto roce promuje Rika Ishikawa a poslední aktivní člen první generace Kaori Iida. Z důvodu skandálu v bulvárním plátku rezignuje na své členství také Mari Yaguchi. Stává se tak první členkou, která odchází, aniž by měla svoji promoci, jak je v Morning Musume zvykem. Na Silvestra tohoto roku ale společně se současnými a i některými bývalými zpěvačkami Morning Musume zpívá jejich megahit Love machine.
V dubnu 2006 ohlašuje Tsunku přípravu na další promoce, a tak v červnu odchází Asami Konno a v srpnu Makoto Ogawa. Obě zpěvačky se následně zcela věnují svým studiím. Později se ale vrací do Hello!Project. V prosinci a v lednu 2007 přichází „osmá generace“, Mitsui Aika, a poprvé v historii skupiny i dvě zpěvačky čínské národnosti, Li Chun a Qian Lin, v Japonsku známé jako Junjun a Linlin. V květnu (pět měsíců po tragické smrti mladšího bratra) promuje Hitomi Yoshizawa. O měsíc později odstupuje Miki Fudjimoto z pozice leadera a člena skupiny z důvodu skandálu v bulvárním plátku. Po Yaguchi je tak druhou členku, která odchází bez řádné promoce (jednalo se o ten samý časopis jako v případě Yaguchi). Tato sestava tak působila do prosince 2009 a byla zatím historicky nejdéle působící sestavou beze změn.
6. prosince 2009 promovala členka sedmé generace Koharu Kusumi a sestava byla v počtu osmi osob.
2. července 2010 vystupuje Morning Musume v rámci svého jarního turné poprvé i v Evropě, konkrétně v rámci výstavy Japan Expo v Paříži. 15. prosince 2010 se konal další graduační koncert Eri Kamei, Junjun a Linlin a tím se sestava opět zúžila na pět osob.
2. ledna 2011 byly na základě devátého konkurzu do skupiny přidány finalistky: Erina Ikuta, Riho Sayashi a Kanon Suzuki. Z Hello! Pro Egg byla vybrána Mizuki Fukumura. Sestava se rozšířila na devět zpěvaček.
V roce 2017 oslavila skupina 20. výročí. K této příležitosti se například konal speciální koncert, během kterého vystoupily i bývalé členky Sayumi Michishige a Reina Tanaka, skupina také přezpívala píseň Ai no Tane z prvního singlu spolu s původními pěti členkami, dále bylo na oslavu výročí věnováno podzimní turné. Také vyšlo patnácté album ⑮ Thank you, too a šedesátý čtvrtý singl Jama Shinai de Here We Go! / Dokyuu no Go Sign / Wakaindashi! Píseň Wakaindashi! je věnována Haruce Kudo, která během jarního turné oznámila, že ze skupiny odejde. Singl se také umístil na prvním místě denního žebříčku Oricon a na druhém místě týdenního žebříčku.
Na jaře 2017 se do skupiny přidala Čisaki Morito ze skupiny Country Girls poté, co z Hello!Projectu odešla Tsugunaga Momoko, a aktivity Country Girls tak byly omezeny.
11. prosince 2017 na konci podzimního turné ze skupiny odešla členka desáté generace Haruka Kudo. Skupina dále pokračuje se třinácti členkami.

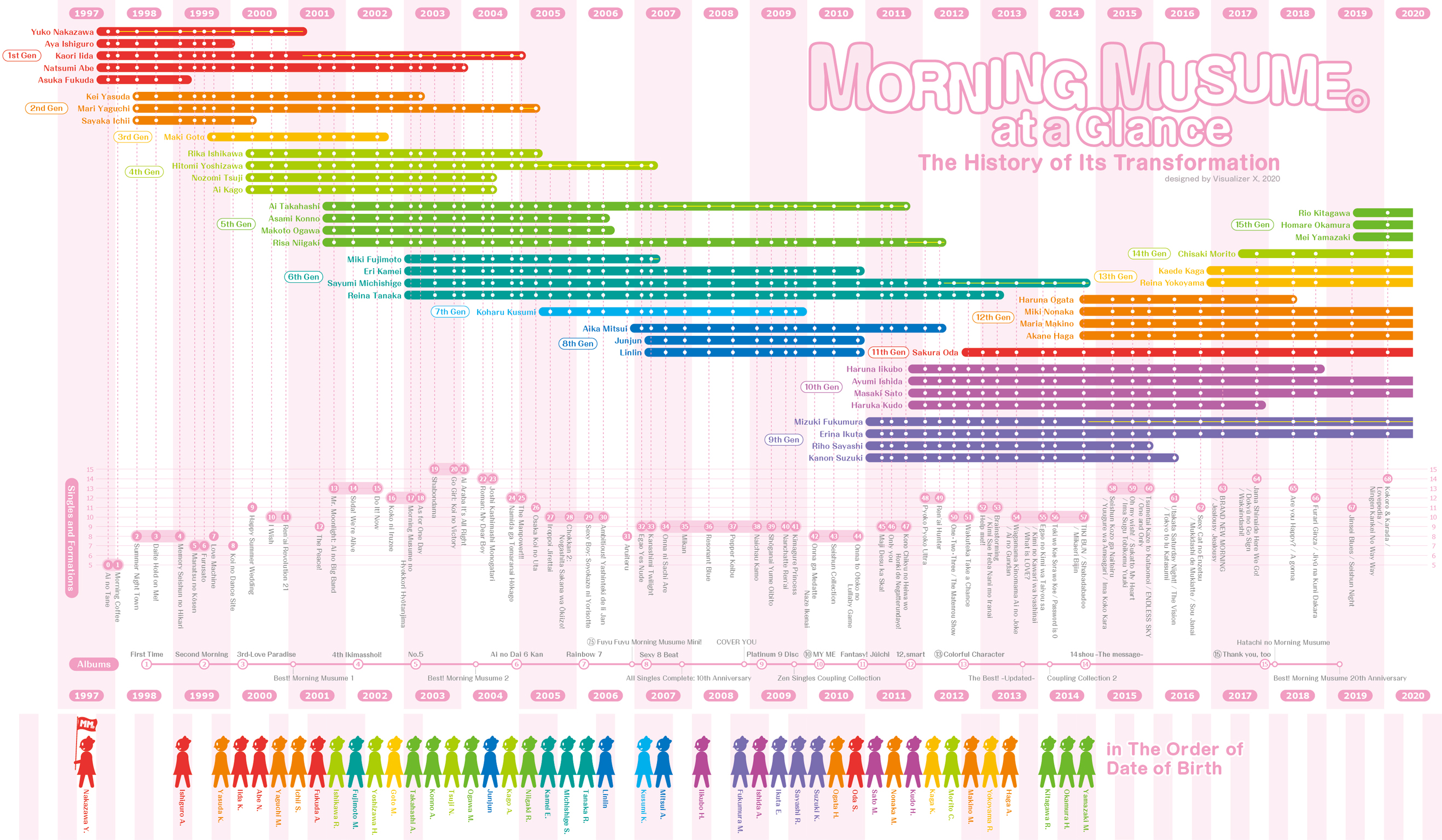
Member's change and singles history

## Současní členové

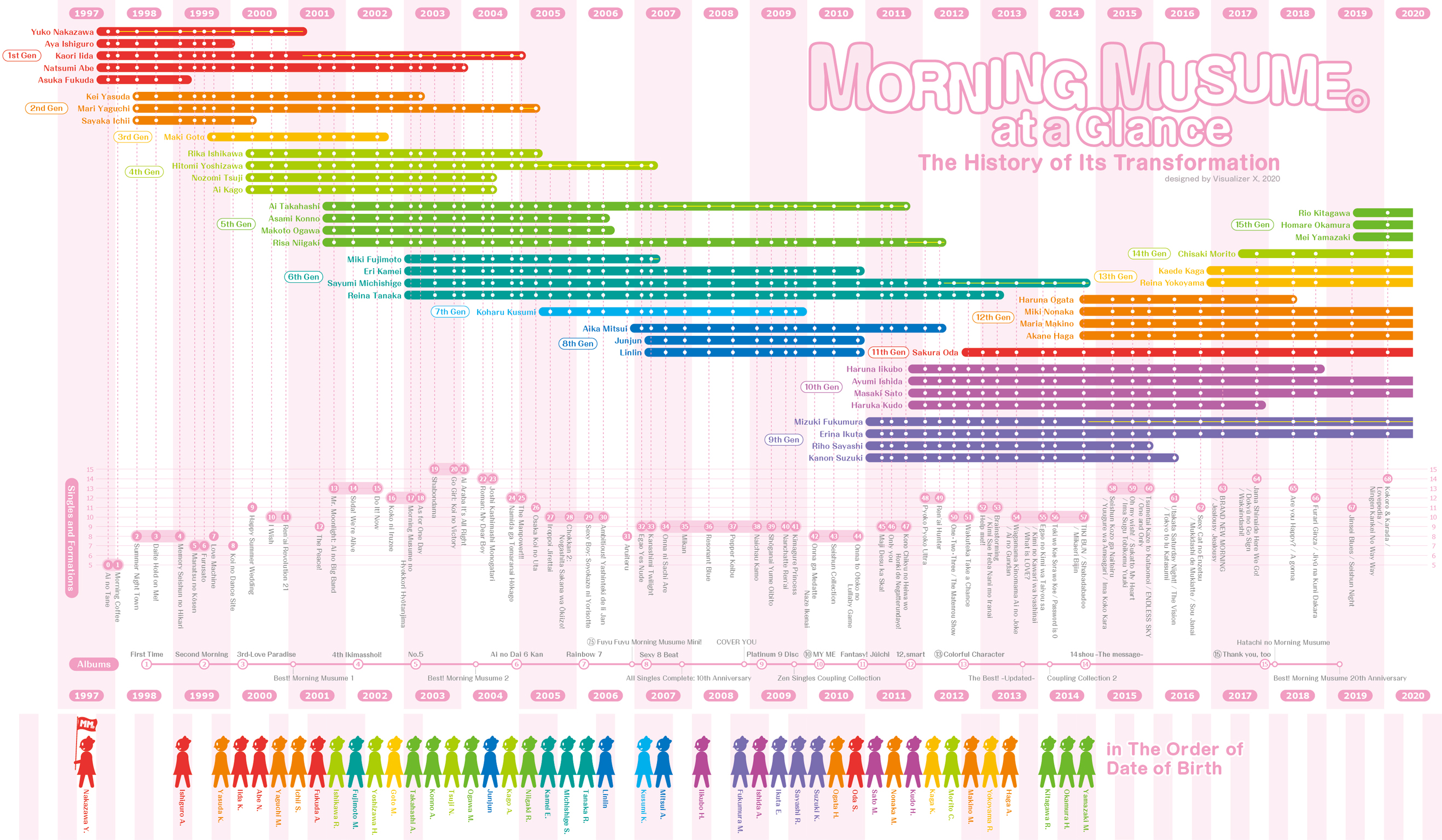
Přehled doby působení členek ve skupině

| Jméno           | Datum narození     | Věk | Přidání ke skupině | Generace | Oficiální barva | Poznámka                                                       |
| --------------- | ------------------ | --- | ------------------ | -------- | --------------- | -------------------------------------------------------------- |
| Mizuki Fukumura | 30. října 1996     | 25  | 2. ledna 2011      | 9        | Deep Pink       | Leader, Hlavní Zpěvák, Přední Tanečnice                        |
| Erina Ikuta     | 7. července 1997   | 24  | 2. ledna 2011      | 9        | Yellow Green    | Sub Leader, Přední Tanečnice, Vizuální, Zpěvák                 |
| Ajumi Išida     | 7. ledna 1997      | 25  | 29. září 2011      | 10       | Royal Blue      | Sub Leader, Hlavní Tanečnice, Přední Zpěvák, Vizuální          |
| Sakura Oda      | 12. března 1999    | 23  | 14. září 2012      | 11       | Lavender        | Hlavní Zpěvák, Tanečnice                                       |
| Miki Nonaka     | 7. října 1999      | 22  | 30. září 2014      | 12       | Purple          | Přední Zpěvák, Tanečnice                                       |
| Maria Makino    | 2. února 2001      | 21  | 30. září 2014      | 12       | Light Pink      | Zpěvák, Přední Tanečnice, Vizuální                             |
| Akane Haga      | 7. března 2002     | 20  | 30. září 2014      | 12       | Light Orange    | Zpěvák, Tanečnice                                              |
| Kaede Kaga      | 30. listopadu 1999 | 22  | 12. prosince 2016  | 13       | Italian Red     | Přední Zpěvák, Přední Tanečnice                                |
| Reina Jokojama  | 22. února 2001     | 21  | 12. prosince 2016  | 13       | Golden Yellow   | Zpěvák, Tanečnice                                              |
| Čisaki Morito   | 19. února 2000     | 22  | 26. června 2017    | 14       | White           | Zároveň členkou skupiny Country Girls Zpěvák, Přední Tanečnice |
| Rio Kitagawa    | 16. březen 2004    | 18  | 4. červen 2019     | 15       | Sea Blue        | Přední Zpěvák, Tanečnice                                       |
| Homare Okamura  | 9. květen 2005     | 17  | 4. červen 2019     | 15       | Daisy           | Zpěvák, Přední Tanečnice                                       |
| Mei Yamazaki    | 28. červen 2005    | 16  | 4. červen 2019     | 15       | Bright Green    | Přední Zpěvák, Tanečnice, Nejmladší                            |

## Diskografie
Studiová alba/mini-alba
| #    | Datum vydání      | Název                                                           | Prodej v Japonsku |
| ---- | ----------------- | --------------------------------------------------------------- | ----------------- |
| 1.   | 8. červenec 1998  | First time (ファーストタイム)                                   | 310 290           |
| 2.   | 28. červenec 1999 | Second morning (セカンドモーニング)                             | 428 990           |
| 3.   | 23. březen 2000   | 3rd-Love Paradise (3rd －Loveパラダイス－)                      | 863,300           |
| 4.   | 27. březen 2002   | 4th Ikimaššoi! (4th 「いきまっしょい!」)                        | 515 400           |
| 5.   | 26. březen 2003   | No.5                                                            | 175 292           |
| 6.   | 8. prosinec 2004  | Ai no Dai 6 Kan (愛の第6感)                                     | 73 333            |
| 7.   | 15. únor 2006     | Rainbow 7 (レインボー7)                                         | 44 714            |
| 7,5. | 13. prosinec 2006 | 7.5 Fuju Fuju Morning Musume Mini! (7.5冬冬モーニング娘。ミニ!) |                   |
| 8.   | 21. březen 2007   | Sexy 8 Beat                                                     | 31 819            |
| –    | 26. listopad 2008 | Cover You (モーニング娘。)                                      | 12 037            |
| 9.   | 18. březen 2009   | Platinum 9 Disc (プラチナ９DISC)                                | 19 143            |
| 10.  | 17. březen 2010   | 10 My Me                                                        | 16 133            |
| 11.  | 1. prosinec 2010  | Fantasy! Jūichi (Fantasy! 拾壱)                                 | 13 062            |
| 12.  | 12. říjen 2011    | 12,Smart (12,スマート)                                          | 13 889            |
| 13.  | 12. září 2012     | ⑬ Colorful Character (⑬カラフルキャラクター)                    | 18 760            |
| 14.  | 29. říjen 2014    | 14shou ~The message~ (14章～The message～)                      |                   |
| 15.  | 6. prosinec 2017  | ⑮ Thank you, too                                                |                   |

Singly
| #    | Datum vydání       | Název | Prodej v Japonsku |
| ---- | ------------------ | --- | ----------------- |
| demo | 3. listopad 1997   | Ai no Tane (愛の種) | 50 000            |
| 1.   | 28. leden 1998     | Morning Coffee (モーニングコーヒー) | 200 790           |
| 2.   | 27. květen 1998    | Summer Night Town (サマーナイトタウン) | 417 330           |
| 3.   | 9. září 1998       | Daite Hold on Me! (抱いてHOLD ON ME!)! | 410 850           |
| 4.   | 10. únor 1999      | Memory Seišun no Hikari (Memory 青春の光) | 410 850           |
| 5.   | 12. květen 1999    | Manacu no Kósen (真夏の光線) | 235 010           |
| 6.   | 14. červenec 1999  | Furusato (ふるさと) | 170 670           |
| 7.   | 9. září 1999       | Love Machine (LOVEマシーン) | 1 646 630         |
| 8.   | 26. leden 2000     | Koi no Dance Site (恋のダンスサイト) | 1 229 970         |
| 9.   | 17. květen 2000    | Happy Summer Wedding (ハッピーサマーウェディング) | 990 950           |
| 10.  | 6. září 2000       | I Wish | 654 640           |
| 11.  | 13. prosinec 2000  | Ren'ai Revolution 21 (恋愛レボリューション21) | 986 040           |
| 12.  | 25. červenec 2001  | The Peace! (ザ☆ピ～ス！) | 682 320           |
| 13.  | 31. říjen 2001     | Mr.Moonlight ~Ai no Big Band~ (Mr.Moonlight ～愛のビッグバンド～)                                                                                     | 513 340           |
| 14.  | 21. únor 2002      | Sóda! We're Alive (そうだ！We're Alive) | 443 630           |
| 15.  | 24. červenec 2002  | Do It! Now | 310 600           |
| 16.  | 30. říjen 2002     | Koko ni Iruzé! (ここにいるぜぇ!) | 228 542           |
| 17.  | 19. únor 2003      | Morning Musume no Hjokkori Hjótandžima (モーニング娘。のひょっこりひょうたん島)                                                                       | 151 342           |
| 18.  | 23. duben 2003     | As for One Day | 129 893           |
| 19.  | 30. červenec 2003  | Šabondama (シャボン玉) | 151 104           |
| 20.  | 6. listopad 2003   | Go Girl ~Koi no Victory~ (Go Girl ～恋のヴィクトリー～)                                                                                               | 145 340           |
| 21.  | 21. leden 2004     | Ai Araba It's All Right (愛あらば IT'S ALL RIGHT) | 108 368           |
| 22.  | 12. květen 2004    | Roman ~My Dear Boy~ (浪漫～My Dear Boy～) | 87 255            |
| 23.  | 22. červenec 2004  | Džoši Kašimaši Monogatari (女子かしまし物語) | 91 789            |
| 24.  | 3. listopad 2004   | Namida ga Tomaranai Hókago (涙が止まらない放課後) | 65 873            |
| 25.  | 19. leden 2005     | The Manpower!!! (THE マンパワー!!!) | 67 860            |
| 26.  | 27. duben 2005     | Osaka Koi no Uta (大阪 恋の歌) | 59 287            |
| 27.  | 3. srpen 2005      | Iroppoi Džirettai (色っぽい じれったい) | 22 606            |
| 28.  | 9. listopad 2005   | Čokkan 2 ~Nogašita Sakana wa Ókízo!~ (直感2～逃した魚は大きいぞ!～)                                                                                   | 54 428            |
| 29.  | 15. březen 2006    | Sexy Boy ~Sojokaze ni Jorisotte~ (Sexy Boy～そよ風に寄り添って～)                                                                                     | 48 667            |
| 30.  | 21. červen 2006    | Ambitious! Jašinteki de Í Džan (Ambitious！野心的でいいじゃん)                                                                                        | 47 159            |
| 31.  | 8. listopad 2006   | Aruiteru (歩いてる) | 55 694            |
| 32.  | 14. únor 2007      | Egao Yes Nude (笑顔Yesヌード) | 53 047            |
| 33.  | 25. duben 2007     | Kanašimi Twilight (悲しみトワイライト) | 61 322            |
| 34.  | 25. červenec 2007  | Onna ni Sači Are (女に幸あれ) | 50 812            |
| 35.  | 21. listopad 2007  | Mikan (みかん) | 38 667            |
| 36.  | 23. duben 2008     | Resonant Blue (リゾナント ブルー) | 55 531            |
| 37.  | 24. září 2008      | Pepper Keibu (ペッパー警部) | 46 067            |
| 38.  | 16. únor 2009      | Naičau Kamo (泣いちゃうかも) | 50 313            |
| 39.  | 13. květen 2009    | Šóganai Jume Oibito (しょうがない 夢追い) | 53 950            |
| 40.  | 12. srpen 2009     | Nančatte Ren'ai (なんちゃって恋愛) | 70 299            |
| 41.  | 28. říjen 2009     | Kimagure Princess (気まぐれプリンセス) | 44 220            |
| 42.  | 10. únor 2010      | Onna ga Medatte Naze Ikenai (女が目立って なぜイケナイ)                                                                                               | 44 035            |
| 43.  | 9. červen 2010     | Seishun Collection (青春コレクション) | 40 865            |
| -    | 27. říjen 2010     | Appare Kaitenzushi!(Appare!回転寿司) (jako Muten Musume)                                                                                              | 9 235             |
| 44.  | 24. listopad 2010  | Onna to Otoko no Lullaby Game (女と男のララバイゲーム)                                                                                                | 48 357            |
| 45.  | 12. duben 2011     | Maji Desu ka Ska! (まじですかスカ!) | 41 029            |
| 46.  | 15. červen 2011    | Only you | 40 778            |
| 47.  | 14. září 2011      | Kono Chikyū no Heiwa o Honki de Negatterun da yo!/Kare to Issho ni Omise ga Shitai! (この地球の平和を本気で願ってるんだよ！/彼と一緒にお店がしたい！) | 55 643            |
| -    | 16. listopad 2011  | Busu ni Naranai Tetsugaku (ブスにならない哲学) (jako Mobekimasu)                                                                                      | 56 562            |
| 48.  | 25. leden 2012     | Pyocopyoco Ultra (ピョコピョコ ウルトラ) | 34 050            |
| 49.  | 12. duben 2012     | Ren'ai Hunter (恋愛ハンター) | 49 232            |
| 50.  | 4. červenec 2012   | One•Two•Three/The Matenrou Show (One•Two•Three/The 摩天楼ショー)                                                                                      | 110 457           |
| 51.  | 10. říjen 2012     | Wakuteka Take a chance (ワクテカ Take a chance) | 88,977            |
| 52.  | 23. leden 2013     | Help me!! | 103,936           |
| 53.  | 17. duben 2013     | Brainstorming / Kimi Sae Ireba Nani mo Iranai (ブレインストーミング/君さえ居れば何も要らない)                                                         | 106,680           |
| 54.  | 28. srpen 2013     | Wagamama Ki no Mama Ai no Joke / Ai no Gundan (わがまま 気のまま 愛のジョーク／愛の軍団)                                                              | 158,915           |
| 55.  | 29. leden 2014     | Egao no Kimi wa Taiyou sa / Kimi no Kawari wa Iyashinai / What is LOVE? (笑顔の君は太陽さ / 君の代わりは居やしない / What is LOVE?)                   | 160,768           |
| 56.  | 16. duben 2014     | Toki wo Koe Sora wo Koe / Password is 0 (時空を超え 宇宙を超え／Password is 0)                                                                        | 132,225           |
| 57.  | 15. říjen 2014     | TIKI BUN / Shabadaba Doo~ / Mikaeri Bijin (TIKI BUN／シャバダバ ドゥ〜／見返り美人)                                                                   | 142,077           |
| 58.  | 15. dubna 2015     | Seishun Kozou ga Naiteiru / Yuugure wa Ameagari / Ima Koko Kara (青春小僧が泣いている / 夕暮れは雨上がり / イマココカラ)                              | 108,813           |
| 59.  | 19. srpna 2015     | Oh my wish! / Sukatto My Heart / Ima Sugu Tobikomu Yuuki (Oh my wish! / スカッとMy Heart / 今すぐ飛び込む勇気)                                        | 149,309           |
| 60.  | 29. prosince 2015  | Tsumetai Kaze to Kataomoi / ENDLESS SKY / One and Only (冷たい風と片思い / ENDLESS SKY / One and Only)                                                | 153,242           |
| 61.  | 11. května 2016    | Utakata Saturday Night! / The Vision / Tokyo to Iu Katasumi (泡沫サタデーナイト!／The Vision／Tokyoという片隅)                                        | 121,477           |
| 62.  | 23. listopadu 2016 | Sexy Cat no Enzetsu / Mukidashi de Mukiatte / Sou Janai (セクシーキャットの演説 / ムキダシで向きあって / そうじゃない)                                | 105,412           |
| 63.  | 8. března 2017     | BRAND NEW MORNING / Jealousy Jealousy (BRAND NEW MORNING/ジェラシー ジェラシー)                                                                       | 89,618            |
| 64.  | 4. října 2017      | 邪魔しないで Here We Go！／弩級のゴーサイン／若いんだし！                                                                                             |                   |